# Glauer Berge

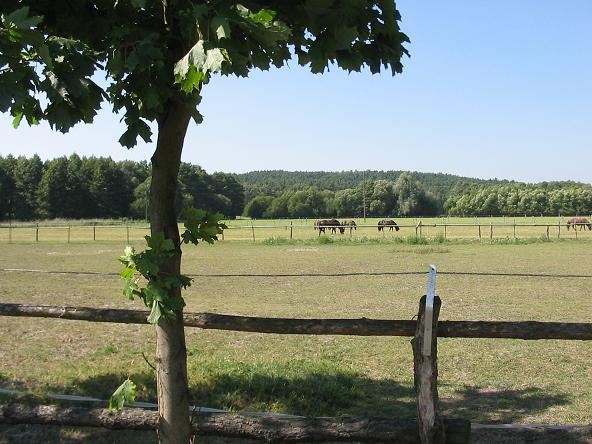
Sicht aus Mietgendorf auf die Glauer Berge

Bei den südwestlich von Berlin gelegenen Glauer Bergen handelt es sich um eine aus Sand bestehende Hügellandschaft innerhalb des Thümenschen Winkels. Sie sind Teil des Naturpark Nuthe-Nieplitz und gehören zum Landkreis Teltow-Fläming.

## Geografie
Die Glauer Berge werden umschlossen von den Brandenburger Dörfern Blankensee im Westen, Mietgendorf im Norden, Großbeuthen im Osten und Glau im Süden. Auf einer Länge von fast vier Kilometern bilden sie eine der markantesten Stauchmoränen des südlichen Brandenburgs. Ihre höchsten Erhebung ist der Kesselberg (90,7 Meter).

## Geschichte
Vor etwa 28.000 Jahren formte ein riesiger Gletscher diese markante Landschaft. Dabei wurde zunächst älteres Material wie Geröll, Mergel und Sand als Endmoränenwall aufgeworfen. Anschließend drang der Gletscher erneut über das abgelagerte Material hervor und formte unter horizontalem und vertikalem Druck eine Stauchmoräne. Da das ältere Material in der Hauptsache, wie typisch für die Mark Brandenburg, aus Sand bestand, bildet dieser auch das typische Erscheinungsbild der Glauer Berge. Im Mittelalter wurde auf dem danach benannten Kapellenberg eine Kapelle errichtet, die nach der Reformation verfiel. Die Ruine wurde 1909 abgetragen, im 21. Jahrhundert sind nur noch ganz geringe Fundamentreste vorhanden. Nach dem Ende des Zweiten Weltkriegs errichtete die Rote Armee auf dem Gelände der Friedensstadt Weißenberg eine Garnison und nutzte die Berge zeitweise als Raketenstützpunkt.

## Fauna und Flora

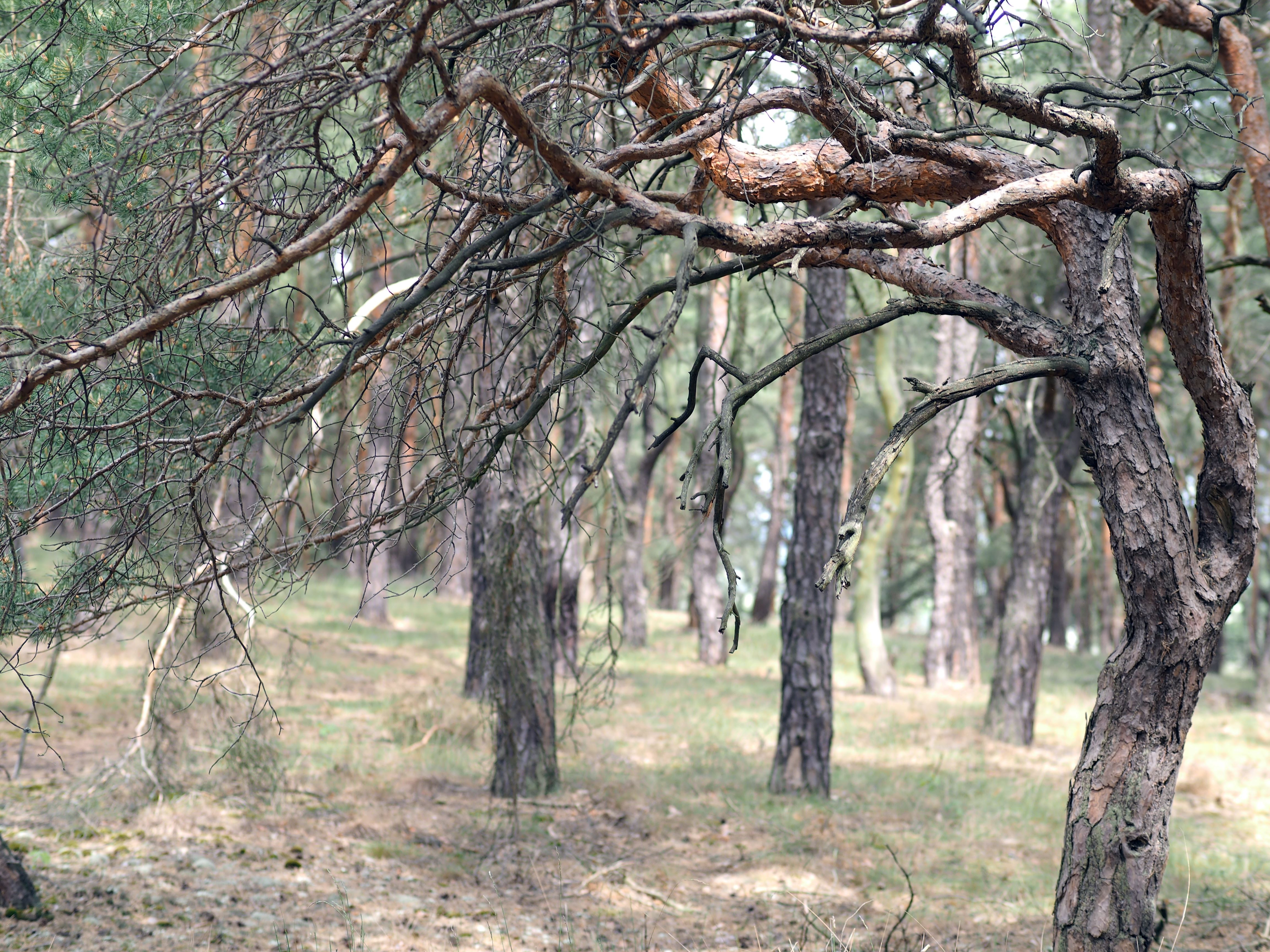
Knorrige Krüppelkiefer im Wald der Glauer Berge

Im Flechten-Kiefernwald auf den Plateaus der Glauer Berge, der als Fauna-Flora-Habitat unter besonderem Schutz steht, gibt es viele Krüppelkiefern. In den tieferen Lagen gibt es Weiden- und Erlenbruchwald sowie viele Eichen und Birken. Besondere Kräuter sind das Grünblütige Leimkraut (Silene viridiflora) und der Ährige Blutweiderich. Die hier vorkommende kurzfühlerige Italienische Schönschrecke ist vom Aussterben bedroht.

## Mineralquelle
1908 brachte ein Bürger aus Blankensee Quellwasser von den Glauer Bergen in den Handel. Das unter dem Namen „Bikkesprudel“ vermarktete, in Flaschen abgefüllte und mit Kohlensäure versetzte Produkt war laut Etikett gesetzlich geschützt. Ein Liter Wasser enthielt, gleichfalls nach Angabe auf dem Etikett, unter anderem 17 mg Chlornatrium, 31 mg natürliche Kohlensäure, 41 mg Kalciumoxyd sowie Magnesia, Eisenoxydul und Kali. Die Quelle soll noch schwach rinnen, eine andere ist mittlerweile versiegt.

## Sport
Verschiedene Rundwanderungen mit unterschiedlichen Längen führen am Fuße der Glauer Berge um die Stauchmoräne herum. So führt ein rund 7 km langer markierter Rundwanderweg durch die Glauer Felder zur Friedensstadt und auf den Kamm des Hügelzugs. Teilstücke sind identisch mit dem Fontaneweg F4. Der Europäische Fernwanderweg E10 führt an den Glauer Bergen vorbei.